# Vasotrema longitestis
Vasotrema longitestis är en plattmaskart. Vasotrema longitestis ingår i släktet Vasotrema och familjen Spirorchiidae. Inga underarter finns listade i Catalogue of Life.